# Grundlsee
Grundlsee osztrák község Stájerország Liezeni járásában. 2017 januárjában 1198 lakosa volt. 

## Elhelyezkedése

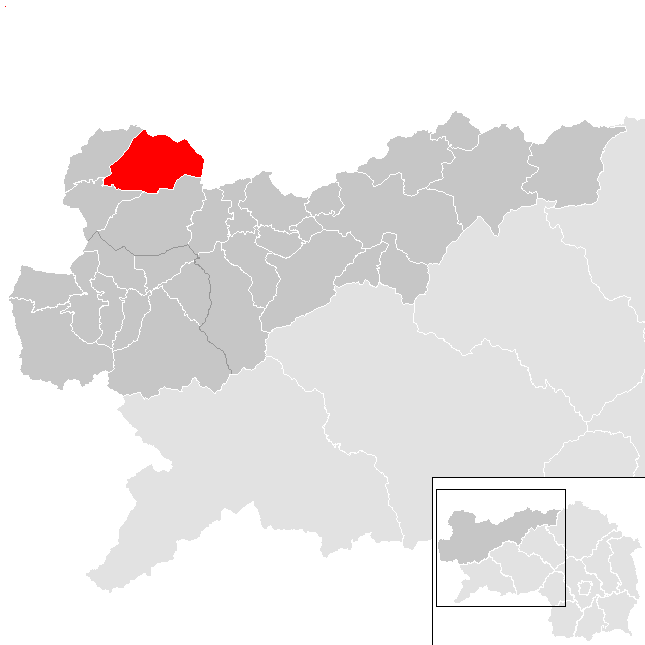
Grundlsee a Liezeni járásban

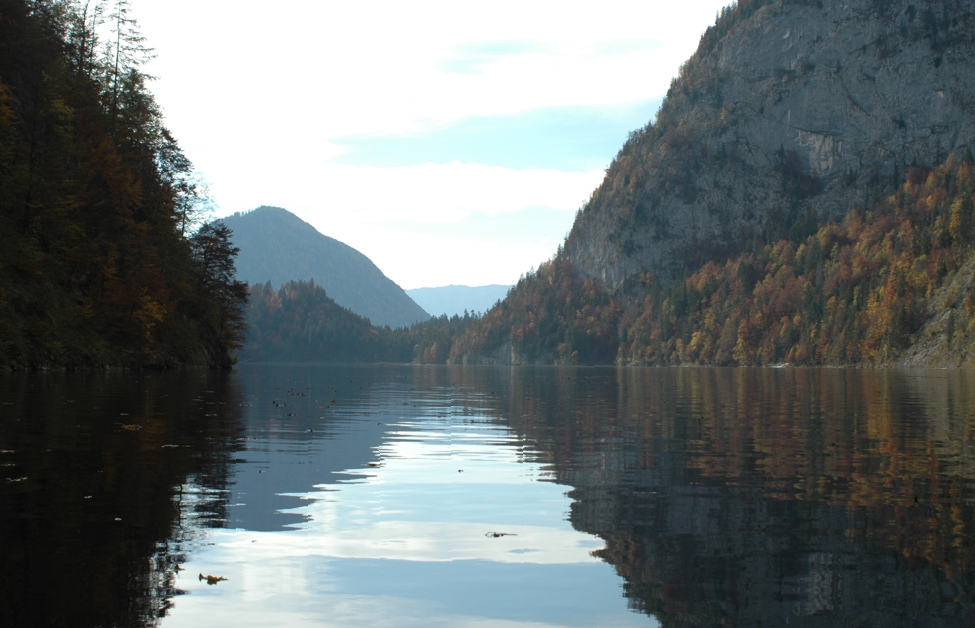
A Toplitzsee

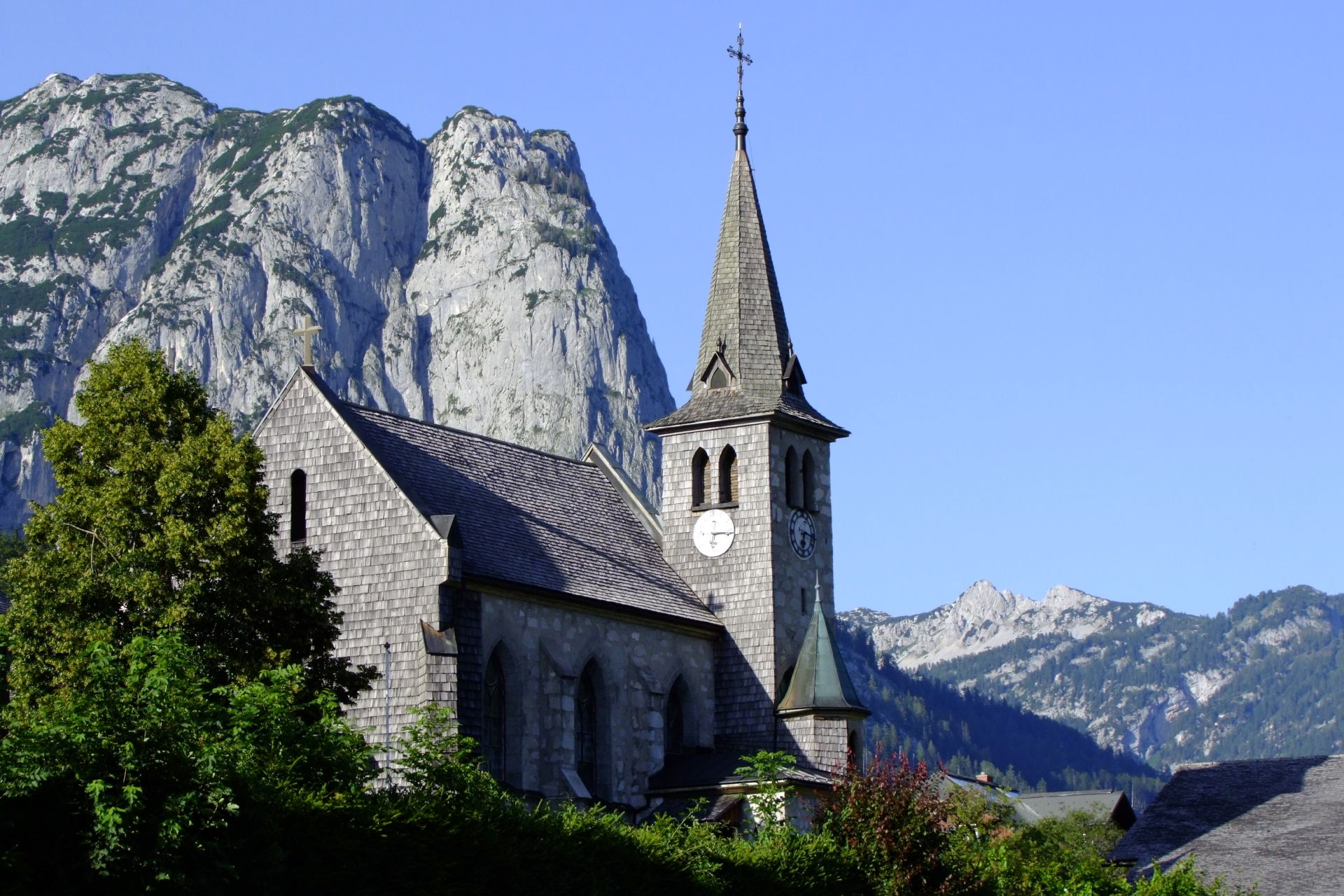
A Jézus szíve-templom

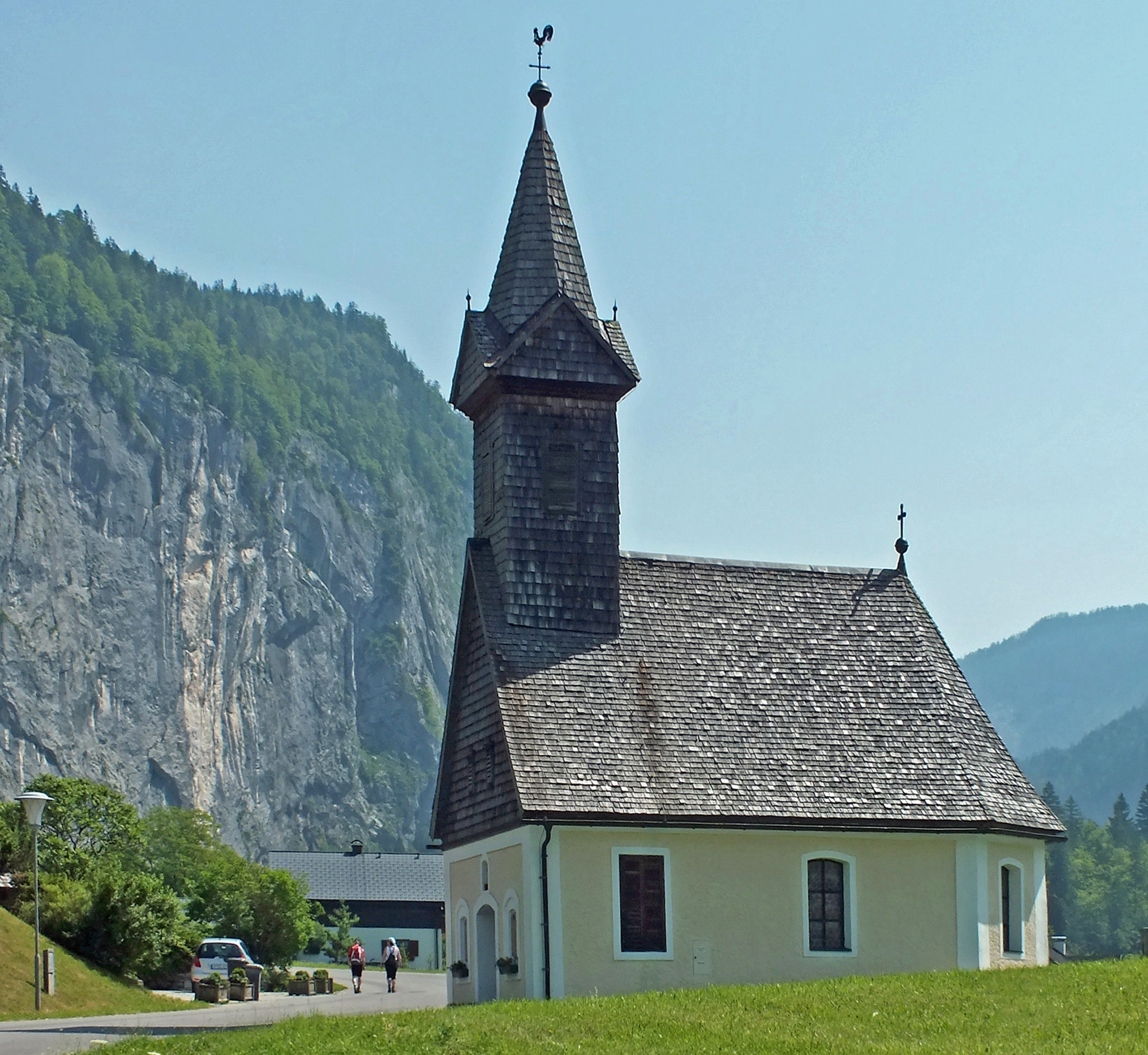
Gößl kápolnája

Grundlsee a Salzkammergut stájerországi részén fekszik, a tartomány legnagyobb, 4,22 km²-es tavának partján, amelyről a nevét is kapta. Területének délkeleti része a Totes-hegységhez tartozik. Legmagasabb hegycsúcsai a Große Hochkasten (2389 m) és a Weiße Wand (2198 m). Legfontosabb folyóvize a tó lefolyását biztosító Grundlseer Traun, a Traun folyó egyik forrása. Egyéb jelentős tavai a Toplitzsee, a Dreibrüdersee, az Elmsee, a Henarsee, a Kammersee és a Lahngangsee. Az önkormányzat egy katasztrális községben 5 települést egyesít: Archkogl (236 lakos), Bräuhof (378), Gößl (334), Mosern (206) és Untertressen (69). 
A környező önkormányzatok: délre Bad Mitterndorf, délnyugatra Bad Aussee, nyugatra Altaussee, északra Grünau im Almtal (Felső-Ausztria), keletre Hinterstoder (Felső-Ausztria).

## Története
Az ember legkorábbi nyomai a Salzofen-barlangból kerültek elő, ahol régészek 34 ezer évesre datált tűzhelyet tártak fel. A bronzkorból és a kora vaskorból számos lelet maradt fenn, ami azzal is magyarázható, hogy a prekelta hallstatti kultúra egyik központja (Hallstatt) mindössze 20 km-re van innen. A későbbi kelta korból nem maradtak nyomok és a római időkből is csak a szomszédos községek területén találtak településre utaló nyomokat. A népvándorlás végén szlávok települtek meg a térségben, emléküket számos helynév őrzi (maga a Grundlsee is). 800 körül megkezdődött a bajorok betelepülése. 
Grundlsee neve (mint Chrungilse) először 1188-ban jelenik meg az írott forrásokban, IV. Ottokár stájer herceg ide keltezte három oklevelét. A Babenbergek kihalása után Philipp von Spanheim salzburgi érsek megpróbálta kiterjeszteni befolyását a térségre, és a szomszédos Altausseeben megépítette Pflindsberg várát; ezt azonban 1254-ben a IV. Béla magyar és II. Ottokár cseh királyok által kötött budai béke értelmében elvesztette. Később Grundlsee a Habsburg-hercegek által birtokolt Salzkammerguthoz került.     
A 16. századi reformáció során a lakosság döntően protestánssá vált. 1599-től egy rakatolizációs komisszió erőszakkal visszaterelte őket a katolikus egyház berkeibe. Ettől eltekintve a régió (az ún. Ausseerland) kimaradt a kor nagyobb felfordulásaiból (protestáns parasztfelkelés, harmincéves háború). A Salzkammergut fő gazdasági tevékenysége a sóbányászat volt, amelyhez a grundlseeiek a sófőzéshez használt tűzifát szolgáltatták. A napóleoni háborúk során francia csapatok vonultak át a vidéken, de jelentősebb harcokra nem került sor. 
A 19. század elején felfedezték a Salzkammergut természeti szépségeit. János főherceg a Toplitzseenél nyaralva ismerte meg leendő feleségét, a helyi postamester lányát, a közeli Bad Ischl pedig 1849-től császári nyári rezidenciává lépett elő. Az arisztokraták jelenléte magával vonzotta a bécsi felső társadalmi rétegeket és a művészeket is. A Grundlsee több jeles festő is megörökítette. 1877-ben megépült a Rudolf koronaherceg-vasút, amely még egyszerűbbé tette a turisták érkezését. 1879-ben sétahajózási szolgálat indult a tavon. Grundlseeben nyaralt többek között Sigmund Freud és Herbert von Karajan is.
1938-ban Ausztria csatlakozott a Német Birodalomhoz, Grundlsee pedig az Oberdonau (felső-ausztriai) reichsgau része lett. A korábban épített villákban a náci párt vezetői töltötték szabadságukat; a grundlseei kastélyban például Joseph Goebbels lakott a családjával. A nácik 1943-tól elkezdték összegyűjteni a műkincseket, részben hogy megvédjék őket a bombázásoktól, részben a leendő Führermúzeum számára. A szomszédos Altausseeben felállítottak egy védett raktárat, amelynek könyvgyűjteményét a grundlseei Villa Castiglioniban tárolták. A Toplitzseen a német haditengerészet végzett fegyverkísérleteket. A háború vége felé a tóba süllyesztették azokat a hamis angol fontokat tartalmazó ládákat, amelyekkel a brit gazdaságot akarták megroppantani a Bernhard-terv kereteiben. Megalapozatlan híresztelések szerint a Birodalom aranytartalékának egy részét és műkincseket is rejtettek a tóba. Az Ausseerland a nácik ún. Alpesi erődjének volt része, ahová a párt, a kormányzat és a korábban általuk ellenőrzött bábkormányok (a háború végén már kilenc ilyen volt) tagjai menekültek az előrenyomuló szövetségesek elől. Az amerikaiak 1945. május 8-án érték el a régiót. 1948-ban a község visszakerült Stájerországhoz. 

## Lakosság
A grundlseei önkormányzat terület 2017 januárjában 1198 fő élt. A lakosságszám 1961-ben érte el a csúcspontját 1314 fővel; azóta többé-kevésbé csökkenő tendenciát mutat. 2015-ben a helybeliek 95,6%-a volt osztrák állampolgár; a külföldiek közül 2,5 a régi (2004 előtti), 1,2% az új EU-tagállamokból érkezett. 2001-ben a lakosok 87%-a római katolikusnak, 4,4% evangélikusnak, 6,5% pedig felekezet nélkülinek vallotta magát. Ugyanekkor egy magyar élt a községben.

## Látnivalók

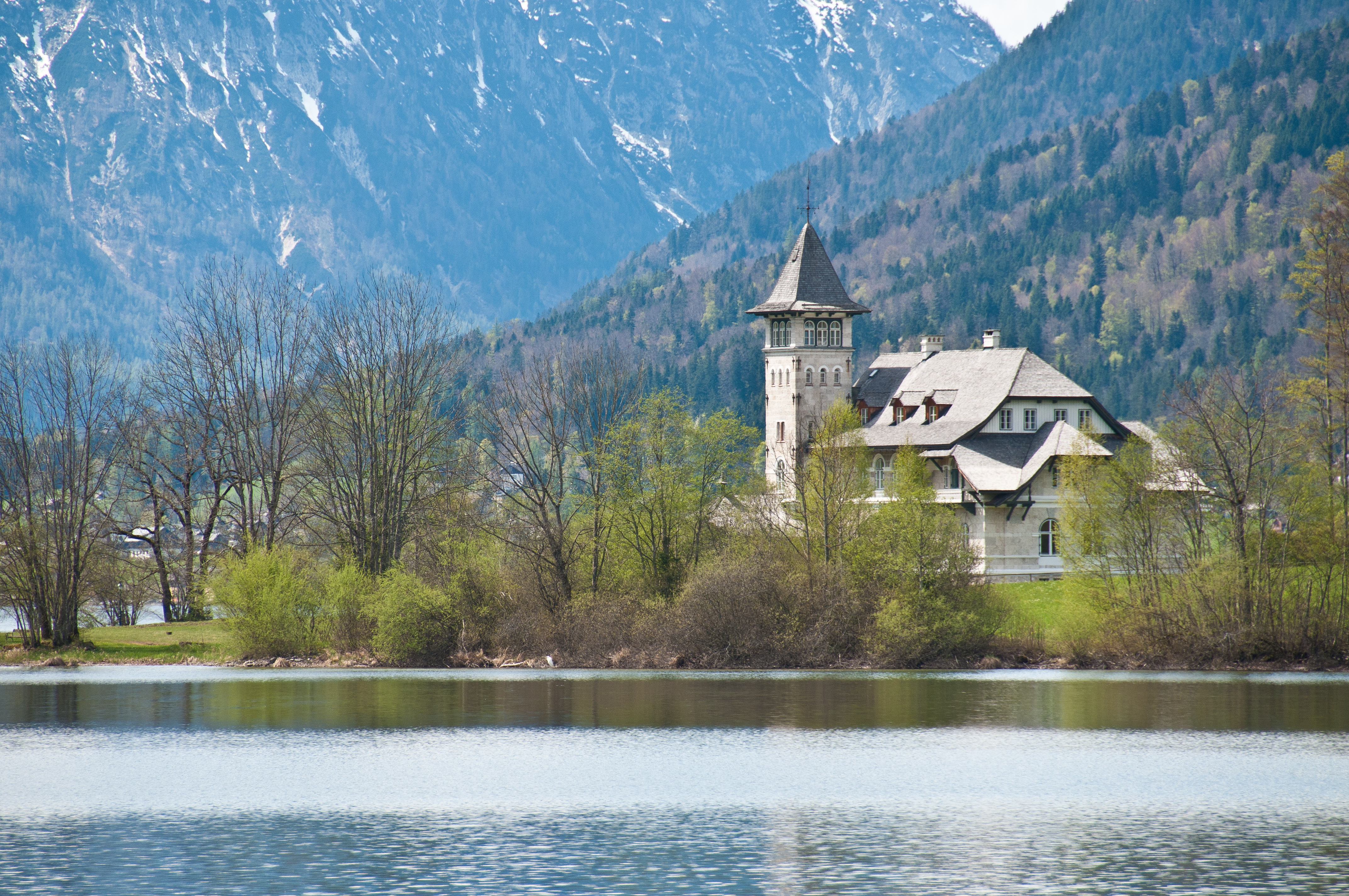
A grundlseei kastély

- a Jézus szíve-plébániatemplom 1890-ben épült neogótikus stílusban
- Gößl misekápolnája
- a volt császári istálló, amely nyaranta kiállításoknak ad otthont
- 19. századi vízimalmok
- a grundlseei kastély
- a Villa Castiglioni

## Fordítás
- Ez a szócikk részben vagy egészben  a   Grundlsee (Gemeinde) című német Wikipédia-szócikk ezen változatának fordításán alapul.  Az eredeti cikk szerkesztőit annak laptörténete sorolja fel. Ez a jelzés csupán a megfogalmazás eredetét és a szerzői jogokat jelzi, nem szolgál a cikkben szereplő információk forrásmegjelöléseként.